# ألبرتو غوميز (لاعب كرة قدم أرجنتيني)
ألبرتو غوميز (بالإسبانية: Alberto Gómez Franzutti) (18 مارس 1950 في الأرجنتين - ) هو لاعب كرة قدم أرجنتيني في مركز الوسط. شارك مع منتخب الأرجنتين لكرة القدم. أما مع النوادي، فقد لعب مع روزاريو سنترال وكروز آزول ونادي سان لويس وأتليتكو بلاتينسي ‏ وDeportivo Neza ‏ وأتلتيكو بوتوسينو ‏.

## وصلات خارجية
- ألبرتو غوميز على موقع قاعدة بيانات كرة القدم.إي يو (الإنجليزية)